# El Cuitzillo
El Cuitzillo är en ort i Mexiko.   Den ligger i kommunen Carácuaro och delstaten Michoacán de Ocampo, i den södra delen av landet, 210 km väster om huvudstaden Mexico City. El Cuitzillo ligger 553 meter över havet och antalet invånare är 129.
Terrängen runt El Cuitzillo är huvudsakligen kuperad. El Cuitzillo ligger nere i en dal. Runt El Cuitzillo är det glesbefolkat, med 10 invånare per kvadratkilometer. Närmaste större samhälle är Carácuaro, 2,3 km väster om El Cuitzillo. I omgivningarna runt El Cuitzillo växer huvudsakligen savannskog.